# North Dorset
North Dorset este un district ne-metropolitan situat în Regatul Unit, în comitatul Dorset din regiunea South West, Anglia.

## Orașe din cadrul districtului
- Blandford Forum
- Gillingham
- Shaftesbury

## Vedeți și
- Listă de orașe din Regatul Unit